# Tossal de Carrassumada
El Tossal de Carrassumada és una muntanya de 212 metres que es troba al municipi de Torres de Segre, a la comarca catalana del Segrià.
Des del Tossal es contemplen una bona vista de la plana de Lleida. Al cim s'hi troba un vèrtex geodèsic (referència 250120001).

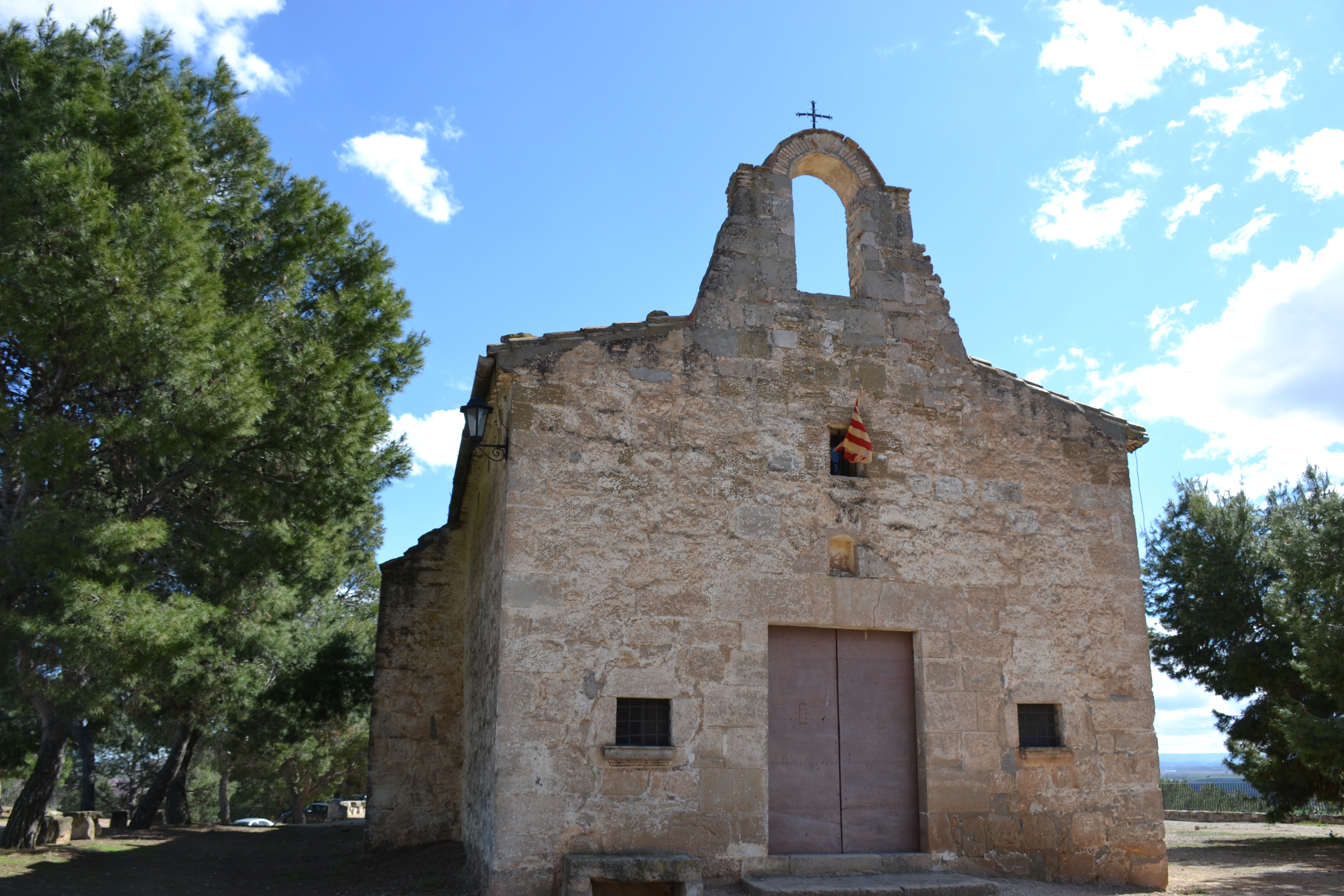
Ermita de Carrassumada

En aquest indret es troba també l'Ermita de la Mare de Déu de Carrassumada, un edifici d'una sola nau amb campanar de paret i que forma un conjunt amb l'antic castell.